# Чжао Минчэн
Чжао Минчэн (кит. трад. 趙明誠, упр. 赵明诚, пиньинь Zhào Míngchéng 1081—1129) — средневековый китайский историк, исследователь надписей на бронзовых сосудах, автор труда «Цзинь ши лу» («Записки о надписях на бронзе и камне»). Муж знаменитой поэтессы Ли Цинчжао, которая в послесловии к изданию этого труда описала их счастливую семейную жизнь.
Она вспоминала, что когда они поженились (1101), Чжао был бедным студентом, который тратил все деньги на собирание книг, картин и надписей, а также был известен как художник-гравёр. Чжао сделал успешную чиновничью карьеру, что позволило ему расширить свою библиотеку и собрать уникальную коллекцию.
Ли Цинчжао писала: 

 Большую часть своего жалования он тратил на покупку книг. Когда он покупал очередное сочинение, мы вместе читали и выверяли его, потом расставляли тома по порядку и наклеивали на них ярлыки с названиями. Если же мой муж приобретал старинный живописный свиток или древний бронзовый сосуд, мы до самой поздней ночи… вместе рассматривали их, поглаживали пальцами бронзу, оповещая друг друга о крошечных изъянах. 
В XI веке среди сунских историков возник интерес к древнейшим известным тогда памятникам китайской письменности — надписям на бронзовых сосудах эпохи Чжоу (цзиньвэнь). Полностью же их значение для китайской истории было оценено лишь в XX веке. Опубликованный посмертно труд зачинателя китайской эпиграфики Оуян Сю «Цзи гу лу» включал публикацию более 400 надписей на камне и металле с комментариями ученого. В обнародованном в 1092 году трактате Люй Дацзяня «Каогу ту» содержалось описание 210 бронзовых сосудов.
Чжао же задумал собрать возможно полную коллекцию таких надписей. Его сочинение в 30 книгах, первая редакция которого была завершена в 1117 году при участии Ли Цинчжао, включает около 1900 надписей и 502 комментария к ним. В предисловии Чжао обращает внимание на многочисленные противоречия между данными надписей и позднейших исторических сочинений и необходимость их учитывать.
После захвата Северного Китая чжурчжэнями супруги бежали на юг, где Чжао Минчэн получил назначение губернатором Усина, но, отправившись в императорскую ставку, скончался. Ли Цинчжао оставила трогательное описание их прощания. После долгих странствий она поселилась в Ханчжоу и смогла опубликовать рукопись мужа (1134).

## Издания
- Jin shi lu : [30 juan / Zhao Mingcheng zhuan] Shanghai : Shang wu yin shu guan, Minguo 23 [1934] 金石錄 : [30卷 / 趙明誠撰]上海 : 商務印書館, 民國 23 [1934]